# Joachim Janke
Joachim Janke, auch Joachim Janken (* vor 1640 in Königsberg (Preußen); † nach 1650) war ein deutscher Glockengießer.

## Leben und Werk
Janke kann für die Jahre von 1640 bis 1650 in Magdeburg nachgewiesen werden.
In Braunschweig schuf er gemeinsam mit dem Glockengießer Ludolph Siegfried unter anderem die sogenannte „Betglocke“ für die Braunschweiger Kirche St. Petri. Sie wurde 1811 bei einem Turmbrand zerstört.